# Sumeri
El sumeri (𒅴𒂠, EME.GIR15, ‘llengua nadiua’) era la llengua dels sumeris, al sud de Mesopotàmia, des d'almenys el 4 mil·lenni aC. Va ser de mica en mica substituït per l'accadi fins a deixar de parlar-se al començament del segon mil·lenni aC. Però va continuar com a llengua religiosa, cerimonial, literària, i científica fins al primer segle dC. Aleshores va ésser oblidat fins al segle xix. És una llengua aïllada, no relacionada ni amb l'accadi (que inclou el babiloni i l'assiri) ni amb l'arameu, totes dues semítiques, ni amb l'elamita.

## Cronologia
El sumeri escrit té cinc períodes:
- Sumeri arcaic: 3100–2600/2500 aC
- Sumeri clàssic o sumeri estàndard: 2600/2500 – 2300/2200 aC
- Neo-sumeri: 2300/2200 – 2000 aC
- Sumeri tardà: 2000 – 1800/1700 aC
- Postsumeri: 1800/1700 - 100 aC

Algunes versions inclouen el sumeri tardà dins del postsumeri. El mot "postsumeri" vol dir que la llengua ja s'ha extingit, i només la feien servir els babilonis i els assiris com a llengua litúrgica i llengua clàssica. L'extinció va ser després de la caiguda de la tercera dinastia d'Ur, el darrer estat sumeri, vers el 2000 aC. Nogensmenys, alguns estudiosos creuen que el sumeri es va continuar parlant a una petita regió (Nippur) fins al 1700 AC. És una sort que hi hagi tants textos bilingües sumeri-accadi del període del sumeri tardà.

## Classificació
El sumeri és la primera llengua escrita coneguda. L'alfabet cuneïforme va ser adoptat després per l'accadi, l'elamita, i fins i tot per llengües indoeuropees com la llengua hitita. Unes altres llengües, com l'ugarític i l'antic persa van ésser escrites amb un cuneïforme simplificat.
És una llengua aglutinant, això vol dir que les paraules podien ser una cadena de sufixos o prefixos més o menys distingibles.
És una llengua ergativa. Es comporta com una llengua nominativa-acusativa per la 1a i 2a persona del present-futur (a la conjugació aka-maruu), però com una llengua ergativa-absolutiva per la resta. En sumeri el cas ergatiu és marcat pel sufix "-e", i l'absolutiu no en té (se'n diu el "sufix zero"). Exemple: lugal-e e₂ mu-du₃ "el rei construí la casa"; lugal ba-gen "el rei anà". Més exemples: i₃-du-un (< *i₃-du-en) = hi hauria d'anar; e₂ i₃-du₃-un (< *i₃-du₃-en) = hauria de construir la casa
Distingeix els gèneres gramaticals animats (persones, incloent déus i gent) dels inanimats. No hi ha pronoms masculins/femenins separats. Té dos temps (passat i present-futur). Hi ha un gran nombre de declinacions - nominatiu, ergatiu, genitiu, datiu, locatiu, comitatiu, equatiu ("com"), terminatiu ("a, cap a, fins a"), i ablatiu (de, des de).
Una altra característica és el gran nombre d'homòfons (paraules que sonen igual però amb significats diferents). Possiblement eren pseudohomòfons, perquè és segur que hi havia diferències de pronúncia (com el to) desconegudes avui dia. Els diferents homòfons són marcats amb diferents números per convenció. Per exemple: du = "anar", du₃ = construir", "e" = "fossa", "e₂ = "casa" o" e₃ = "sortir".
S'han fet propostes controvertides que unien el sumeri a qualsevol llengua aglutinant. Com a llengua més antiga coneguda, té un cert prestigi, i propostes com aquestes moltes vegades tenen un fons nacionalista i gens de credibilitat científica.
Més credibilitat té la inclusió de la llengua a les hipotètiques superfamílies nostràtica o dené-sino-caucasiana.

## Varietats
L'únic dialecte conegut del sumeri és l'emesal (𒅴𒊩 EME.MUNUS|SAL "llengua de dona"). L'eme-sal és diferent de la varietat estàndard, l'eme-ĝir. Només la feien servir les dones als textos literaris, i és dominant a alguns gèneres de cançons de culte. Les característiques de la eme-sal són fonològiques: per exemple "m" es fa servir sovint en comptes de "ĝ" (com ame-ĝe26 "jo"), però també té paraules diferents (ga-ša-an en comptes de nin, "senyora, sobirana").